# 打獵季節3
《打獵季節3》（英語：Open Season 3），是一部2010年美國電腦動畫片。本片為《打獵季節》和《打獵季節2》的續集電影，由Cody Cameron執導並由索尼影视娱乐製作和發行。其配音员包括Matthew W. Taylor、Matthew J. Munn与Melissa Sturm及其他配音员。

## 配音員
| 配音              | 配音   | 角色                   |
| 英版              | 台版   | 角色                   |
| ----------------- | ------ | ---------------------- |
| Matthew J. Munn   | 于正昌 | 布穀（Boog）           |
| Matthew J. Munn   | 康殿宏 | 道格（Doug）           |
| Matthew W. Taylor | 劉傑   | 愛鹿特（Elliot）       |
| Matthew W. Taylor |        | 丹尼（Deni）           |
| Matthew W. Taylor | 劉傑   | 巴帝（Buddy）          |
| Matthew W. Taylor | 康殿宏 | 伊恩（Ian）            |
| Matthew W. Taylor |        | 萊利（Reilly）         |
| Melissa Sturm     |        | 愛莎（Ursa）           |
| Melissa Sturm     |        | 吉賽爾（Giselle）      |
|                   |        | 吉斯拉（Gisela）       |
| Ciara Bravo       |        | 吉斯莉（Giselita）     |
| Harrison Fahn     |        | 愛福斯（Elvis）        |
| Dana Snyder       | 李香生 | 阿里斯達（Alistair）   |
| André Sogliuzzo   | 李香生 | 妙酷鼠（McSquizzy）    |
| Cody Cameron      | 夏治世 | 腊肠先生（Mr. Weenie） |
| Cody Cameron      |        | 奈特（Nate）           |
| 丹尼·曼           |        | 阿吉（Serge）          |
| 克斯賓·葛洛佛     |        | 菲菲（Fifi）           |
| Steve Schirripa   | 孫中台 | 羅伯特（Roberto）      |
| Fred Stoller      | 劉傑   | 史丹利（Stanley）      |
| Sean Mullen       |        | 羅傑（Roger）          |
| Georgia Engel     |        | （Bobbie）             |
| 妮卡·法特曼       |        | 蘿絲（Rosie）          |
| Michelle Murdocca |        | 瑪麗亞（Maria）        |
| Jeff Bennett      |        | （Earl）               |

## 評價
常識媒體给电影戏三星（满分五星）的评价。

## 外部連結
- 官方网站
- 互联网电影数据库（IMDb）上《打獵季節3》的资料（英文）
- 大卡通資料庫上《打獵季節3》的資料（英文）

- AllMovie上《打獵季節3》的资料（英文）
- 爛番茄上《打獵季節3》的資料（英文）
- Box Office Mojo上《打獵季節3》的資料（英文）